# Zona Centro-Sul de São Paulo
A região Centro-Sul de São Paulo é uma região administrativa estabelecida pela prefeitura de São Paulo englobando as subprefeituras de Santo Amaro, de Vila Mariana e do Jabaquara. De acordo com o censo de 2010, tem uma população de  731.758 habitantes e renda média por habitante de R$ 8.000,50, sendo a região de mais elevada renda per capita do município.
É uma região que está em constante desenvolvimento, abrigando bairros mais valorizados do município como: Vila Nova Conceição, Planalto Paulista, Indianópolis, Vila Mascote, Brooklin Novo, Jardim Prudência, Chácara Flora, Chácara Santo Antônio, Vila Guarani, Vila Sta Catarina, Chácara Klabin, Vila Clementino e Mirandópolis.
Quase sempre se refere a esta região simplesmente como Zona Sul, sendo a denominação "Centro-Sul" quase desconhecida pela população em geral, só usada para fins oficiais.